# Муньос Молина, Антонио
Анто́нио Муньо́с Моли́на (исп. Antonio Muñoz Molina; род. 10 января 1956, Убеда) — испанский писатель.

## Биография
Окончил салезианскую школу, затем — искусствоведческий факультет Гранадского университета. Занимался журналистикой, вёл литературную хронику. Первый роман опубликовал в 1986 году. Выступает также как эссеист. Возглавляет отделение Института Сервантеса в Нью-Йорке.
Женат на писательнице Эльвире Линдо.

## Творчество
В своих романах часто обращается к прошлому — как биографическому, так и историческому (Гражданская война в Испании и др.). При этом активно использует поэтику массовых жанров искусства — остросюжетного романа, «черного» фильма и др.

## Произведения
- 1986 — Beatus Ille
- 1987 — Зима в Лиссабоне / El invierno en Lisboa, Премия критики, Национальная премия по прозе (в 2021 издан Поляндрия No Age на русском языке)
- 1988 — Другие жизни / Las otras vidas, новеллы.
- 1989 — Бельтене́брос / Beltenebros (экранизирован Пилар Миро в 1991, в 2024 издан Поляндрия No Age на русском языке)
- 1991 — Польский всадник / El jinete polaco, Национальная премия по прозе, премия издательства «Планета» (экранизирован; рус. перевод — 2006)
- 1992 — Мадридские тайны / Los misterios de Madrid
- 1993 — Nada del otro mundo, новеллы
- 1994 — Хранитель секрета / El dueño del secreto
- 1995 — Ardor guerrero
- 1997 — Полнолуние / Plenilunio (экранизирован Иманолом Урибе, 1999; премия Фемина за лучшую иностранную книгу)
- 1998 — Жертвенный холм / La colina de los sacrificios
- 1999 — Carlota Fainberg
- 2000 — En ausencia de Blanca
- 2001 — Сефарад/ Sefarad
- 2003 — El Salvador
- 2005 — Одержимая / La poseída
- 2006 — Лунный ветер / El viento de la Luna
- 2007 — Días de diario
- 2009 — Ночь времён / La noche de los tiempos (премия Жана Монне по европейской литературе, Средиземноморская премия, обе — Франция. В 2023 издан Поляндрия No Age на русском языке)
- 2013 — Всё, что было незыблемо / Todo lo que era sólido (эссе о современной политике и культуре, )

## Признание
Член Испанской Королевской академии (1996). Почетный профессор Хаэнского университета (2007), Брандейского университета (2010). Иерусалимская премия (2013), премия принца Астурийского (2013), премия Медичи (2020).
Книги писателя переведены на многие языки мира, включая турецкий, корейский и русский. В 1997 году в университете Нёвшателя прошел международный коллоквиум, посвященный его творчеству (см.: ).
В 2021 году издательство NoAge выпустило на русском языке самый известный роман Молины — Зима в Лиссабоне. В сентябре 2023 издательство NoAge выпустило роман «Ночь времен» (пер. Елена и Александра Горбовы).